# Карл Фридрих фон Вартенслебен
Карл Фридрих фон Вартенслебен (на немски: Carl Friedrich Graf von Wartensleben; * 13 март 1710; † 6 март 1778, Бон) е граф на Вартенслебен. Той е от стария пруски благороднически род фон Вартенслебен, който съществува и днес в територията на архиепископство Магдебург. През 1703 г. пруският крал издига фамилията на графове.

## Произход
Той е син на фрайхер Карл Емилиус фон Вартенслебен (1669 – 1714, Касел) и съпругата му Катарина Кристиана фон Плесен (1690 – 1755). Внук е на фрайхер Кристиан Вилхелм фон Вартенслебен (1630 – 1675/1692, Хага) и Корнелия де ла Ривиере д'Аршот. Правнук е на Йохан Йоахим фон Вартенслебен (1584 – 1633, Дрезден) и Юстина Луция Книге († сл. 1650). Брат е на Вилхелм Август фон Вартенслебен (1713 – 1753).

## Фамилия
Първи брак: с Венделина Корнелия фон Алберда (* 1 септрмври 1712; † 1745). Бракът е бездетен.
Втори брак: на 9 април 1756 г. с вилд и Рейнграфиня Каролина Фридерика фон Салм-Даун-Грумбах (* 4 април 1733; † 23 юли 1783), вдовица на вилд и Рейнграф Йохан Фридрих фон Даун-Пютлинген (1724 – 1750), дъщеря на вилд и Рейнграф Карл Валрад Вилхелм фон Салм-Грумбах (1701 – 1763) и Юлиана Франциска фон Прьозинг-Лимпург (1709 – 1775). Те имат осем деца:
- Карл Вилхелм Август фон Вартенслебен (* 4 май 1757; † 26 август 1759)
- Карл Кристиан фон Вартенслебен (* 8 ноември 1758; † февруари 1811)
- Шарлота Амалия Изабела фон Вартенслебен (* 16 март 1759; † 27 август 1835), омъжена за Алексей Семенович Мусин-Пушкин († август 1817)
- Мария Амалия Кристиана фон Вартенслебен (* 10/19 ноември 1760; † 5 март 1763)
- Фридерика Каролина Луиза Елеонора фон Вартенслебен (* 10 декември 1762; † ?), омъжена I. 1783 г. за граф Лотар Франц фон Хатцфелд (* 18 март/май 1759; † 4 декември 1799); II. 1805 г. за граф Готфрид Валднер фон Фройндщайн (* 26 февруари 1757; † 4 октомври 1818)
- Франциска Амалия Поликсена фон Вартенслебен (* 11 септември 1763; † ?)
- Карл Евгений Вилхелм Фридерике фон Вартенслебен (* 17 сепрември 1765; † 8 април 1767)
- Каролина Вилхелмина Луиза фон Вартенслебен (* 4 декември 1766; † 1788)